# Lâmina basal

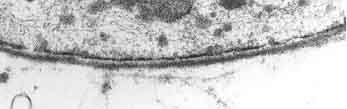

A lâmina basal está localizada entre as células epiteliais e o tecido conjuntivo, só sendo visível ao microscópio eletrônico. Os componentes principais da lâmina basal são o colágeno tipo IV, as glicoproteínas laminina e entactina e proteoglicanos (ex., perlecan, um proteoglicano de heparam sulfato). Ela se prende ao tecido conjuntivo por meio de fibrilas de ancoragem (constituídas por colágeno tipo VII).
Lâminas basais existem não só em tecidos epiteliais, mas também onde outros tipos de células entram em contato com tecido conjuntivo. Ao redor de células musculares, células adiposas e células de Schwann, a lâmina basal forma uma barreira que limita ou controla a troca de macromoléculas entre essas células e o tecido conjuntivo.
Os componentes das lâminas basais são secretados pelas células epiteliais, musculares, adiposas e de Schwann. Em alguns casos, fibras reticulares (produzidas por células do tecido conjuntivo) estão intimamente associadas à lâmina basal, constituindo a lâmina reticular 
Vale ressaltar que não se deve confundir lâmina basal com membrana basal, esta, por sua vez, é visível ao microscópio de luz e é constituída pela pela associação da lâmina basal com delgadas fibras reticulares do tecido conjuntivo, geralmente ancoradas à lâmina basal 

## Funções
As lâminas basais têm várias funções; uma das principais é promover a adesão das células epiteliais ao tecido conjuntivo subjacente. Elas também são importantes: para filtrar moléculas; influenciar a polaridade das células; regular a proliferação e a diferenciação celular pelo fato de se ligarem a fatores de crescimento; influir no metabolismo celular; organizar as proteínas nas membranas plasmáticas de células adjacentes, afetando a transdução de sinais através dessas membranas; servir como caminho e suporte para migração de células. A lâmina basal parece conter informações necessárias para algumas interações célula– célula, como a reinervação de células musculares desnervadas; nesse caso, a lâmina basal ao redor das células musculares é necessária para o estabelecimento de novas junções neuromusculares.  